# Thibaw Min
Thibaw Min (1 de janeiro de 1859 - 19 de dezembro de 1916) foi o último rei da Dinastia Konbaung da Birmânia (Mianmar). Seu reinado iniciou-se em 1 de outubro de 1878 e terminou quando a Birmânia foi derrotada pelas forças do Império Britânico na Terceira Guerra Anglo-Birmanesa, em 29 de novembro de 1885, resultando na anexação total de Birmânia em 1 de janeiro de 1886.

## Biografia
Thibaw nasceu na capital Mandalay  e estudou por um breve período em um monastério budista. Seu pai Mindon Min fez dele príncipe do Estado de Thibaw (agora Hsipaw, no norte de Mianmar), de onde adquiriu o seu nome. Foi coroado em 1 de outubro de 1878, graças à sua madrasta Rainha Hsinbyumashin e a vários funcionários-chave. Ele era casado com duas de suas meias-irmãs, tendo a mais jovem, Supayalat, exercido uma grande influência sobre si.
No momento de sua coroação, a Baixa Birmânia estava há 30 anos nas mãos dos britânicos, o que representava uma humilhação para a monarquia, e ele não fazia segredo de seu desejo de recuperá-la. As relações com a Grã-Bretanha deterioraram-se no início da década de 1880, quando Thibaw começou a comerciar com os franceses.
Elas pioraram mais, um pouco antes de 1885, por causa de um incidente conhecido como "A grande questão de sapatos", quando um tribunal birmanês insistiu em que os funcionários britânicos tirassem os sapatos ao entrar no palácio real. As autoridades britânicas recusaram cumprir com tal disposição e foram banidas de Mandalay. Finalmente, em 1885, Thibaw apelou aos seus compatriotas para libertarem a Baixa Birmânia do jugo britânico.

## A Guerra
Os britânicos, declarando que ele era um tirano e que não respeitava os tratados, decidiram completar a conquista do país iniciada em 1824 com a Primeira Guerra Anglo-Birmanesa. O general Prendergast recebeu a ordem para invadir a Alta Birmânia com 11000 homens, uma frota de navios de fundo chato e artilharia puxada por elefantes.
Foi um verdadeiro desfile militar, que durou pouco mais de um mês (22 de outubro a 28 de novembro).
"O exército britânico chegou na cidade real, sem encontrar muita oposição. O rei e a rainha tinham se retirado para um palácio de verão para aguardar os britânicos, com quem pretendiam fazer a paz.
Para o entretenimento, os servos da corte dançavam, enquanto elefantes reais carregados com tesouros estavam nas proximidades. Os britânicos marcharam sobre o palácio real, exigindo a rendição do rei da Birmânia e do seu reino em 24 horas. Era tarde demais para escapar.
O rei Thibaw e família foram exilados para Ratnagiri na Índia, onde passaram o resto das suas vidas isolados num palácio em ruínas.

## Exílio e o destino da família real

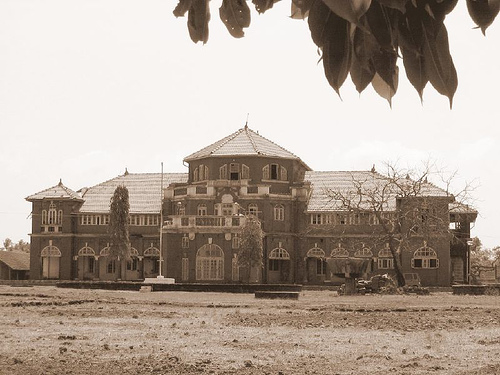
O palácio de tijolos em Ratnagiri, Índia, onde foi exilado.

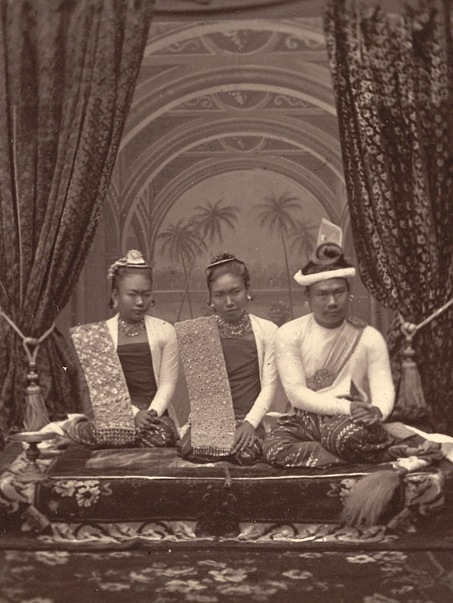
Uma fotografia do rei Thibaw, rainha Supayalat e sua irmã, a princesa Supayagyi (novembro de 1885)

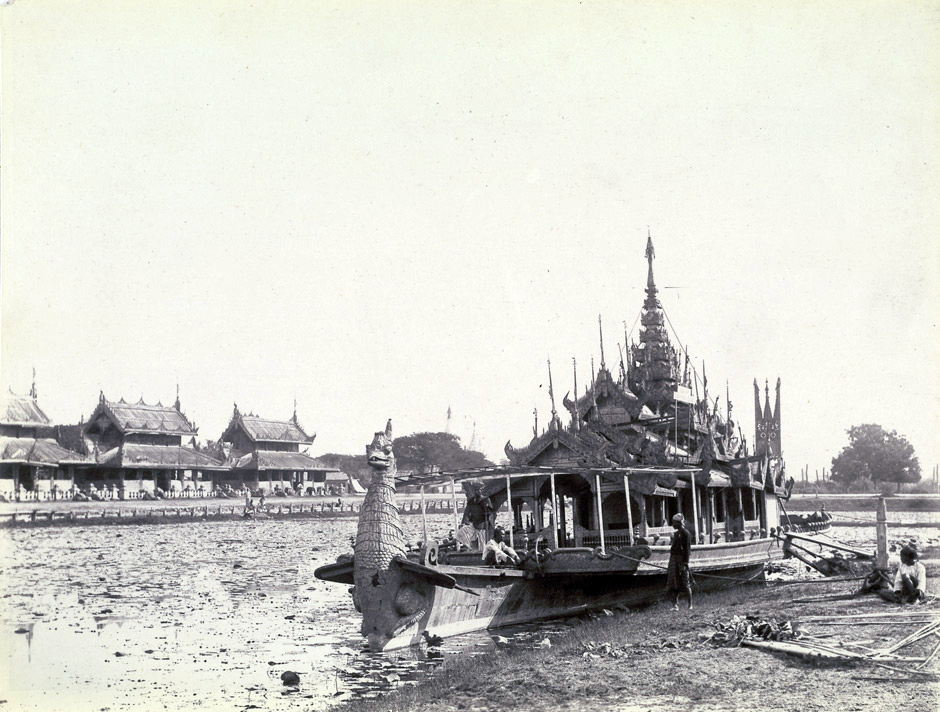
O barco real do Rei Thibaw em Mandalay no ano de 1885

Thibaw teve oito filhos, seis dos quais nasceram na Birmânia e dois no exílio na Índia. Os quatro primeiros (dois meninos e duas meninas) morreram de varíola no palácio real na primeira infância. O mais velho sobrevivente, a princesa Myat Phaya (Mibura) Gyi, nasceu em 1882, seguida por sua irmã, a princesa Myat Paya Lat, em 1884. Após a prisão da família real em 1885, a descendência foi enviada com seus pais para Ceilão e depois para Madras na Índia. Em Madras a rainha Supayalat deu à luz uma terceira filha, a princesa Myat Phaya, em março de 1886. No início de 1887 a família chegou ao local de seu exílio, Ratnagiri, perto de Bombaim, e o nascimento de uma quarta filha, a princesa Mayat Phaya Galay, aconteceu em abril daquele ano.
A vida familiar era difícil em Ratnagiri. O dinheiro trazido terminou logo, e eles tiveram que sobreviver com uma pensão miserável. A filha mais velha se apaixonou pelo porteiro, Phaya Shrim Gopal Bhaurao Savant, de quem teve um filho ilegítimo em 1906. O rei morreu de um ataque cardíaco em 1916 aos 58 anos, e foi sepultado em um mausoléu no jardim. A sua esposa, Supayalat, regressou a Rangum em 1919 e morreu em 1925, pouco antes do dia do seu 66.º aniversário.
O rei Thibaw indicou razões para a sua queda num depoimento que escreveu no exílio e que foi citado por C.L. Keeton em seu livro "O rei Thebaw e o estupro ecológico da Birmânia" (The King Thebaw and ecological rape of Burma):
Meu falecido pai, o Royal Mindon Min, o senhor do elefante branco, mestre de mil guarda-chuvas de ouro, senhor dos pavões reais, senhor do mar e do mundo, cujo rosto era como o sol, sempre fumou o charuto Esoof enquanto meditava como tratar com os engulidores do mundo britânicos. Se eu tivesse o mesmo dom nunca teria perdido o meu trono, mas eu usei cigarrilhas drogadas com ópio de Manila e o lixo que foi enviado para mim de San Francisco, e eu caí.